# Конти (гміна Бжешць-Куявський)
Конти (пол. Kąty) — село в Польщі, у гміні Бжешць-Куявський Влоцлавського повіту Куявсько-Поморського воєводства.
Населення — 94 особи (2011).
У 1975-1998 роках село належало до Влоцлавського воєводства.

## Демографія
Демографічна структура станом на 31 березня 2011 року:
|          | Загалом | Допрацездатний вік | Працездатний вік | Постпрацездатний вік |
| -------- | ------- | ------------------ | ---------------- | -------------------- |
| Чоловіки | 48      | 9                  | 28               | 11                   |
| Жінки    | 46      | 10                 | 23               | 13                   |
| Разом    | 94      | 19                 | 51               | 24                   |